# 映画芸術科学アカデミー

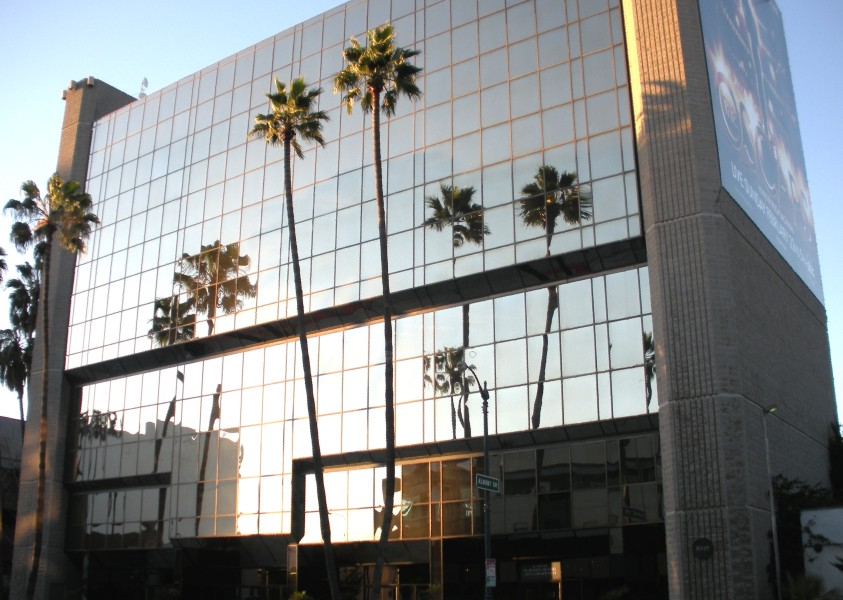
ビバリーヒルズのアカデミー本部ビル

映画芸術科学アカデミー（えいがげいじゅつかがくアカデミー、Academy of Motion Picture Arts and Sciences、AMPAS）は、映画産業における芸術と科学の発展を図るため、アメリカ合衆国などの映画業界人たちによって結成されている団体である。
ロサンゼルスとビバリーヒルズに本拠を置き、アカデミー賞の選考・授与、映画文化・映画教育・映画技術の研究に対する助成などを行っている。
アカデミーの会員は、映画業界のプロフェッショナル10,500人以上からなっている（2024年現在）。そのメンバーの大多数はアメリカに拠点を置いているが、会員にふさわしい業績をあげた映画人なら国籍・居住地に関係なく会員となれる。2004年の時点では、36か国からの劇場用映画に関わる映画人が会員となっている。
アカデミーは毎年のアカデミー賞（オスカーの俗称がある）の開催で世界に知られている。その他、映画を制作する大学生や大学院生に対して「学生アカデミー賞」（Student Academy Awards、1973年開始、1975年より毎年）を授与し、毎年5人までにニコル映画脚本フェローシップ（Nicholl Fellowships in Screenwriting）を授賞している。またビバリーヒルズでマーガレット・ヘリック図書館（Margaret Herrick Library）を、ハリウッドでピックフォード映画研究センター（Pickford Center for Motion Picture Study）を運営している。

## 歴史

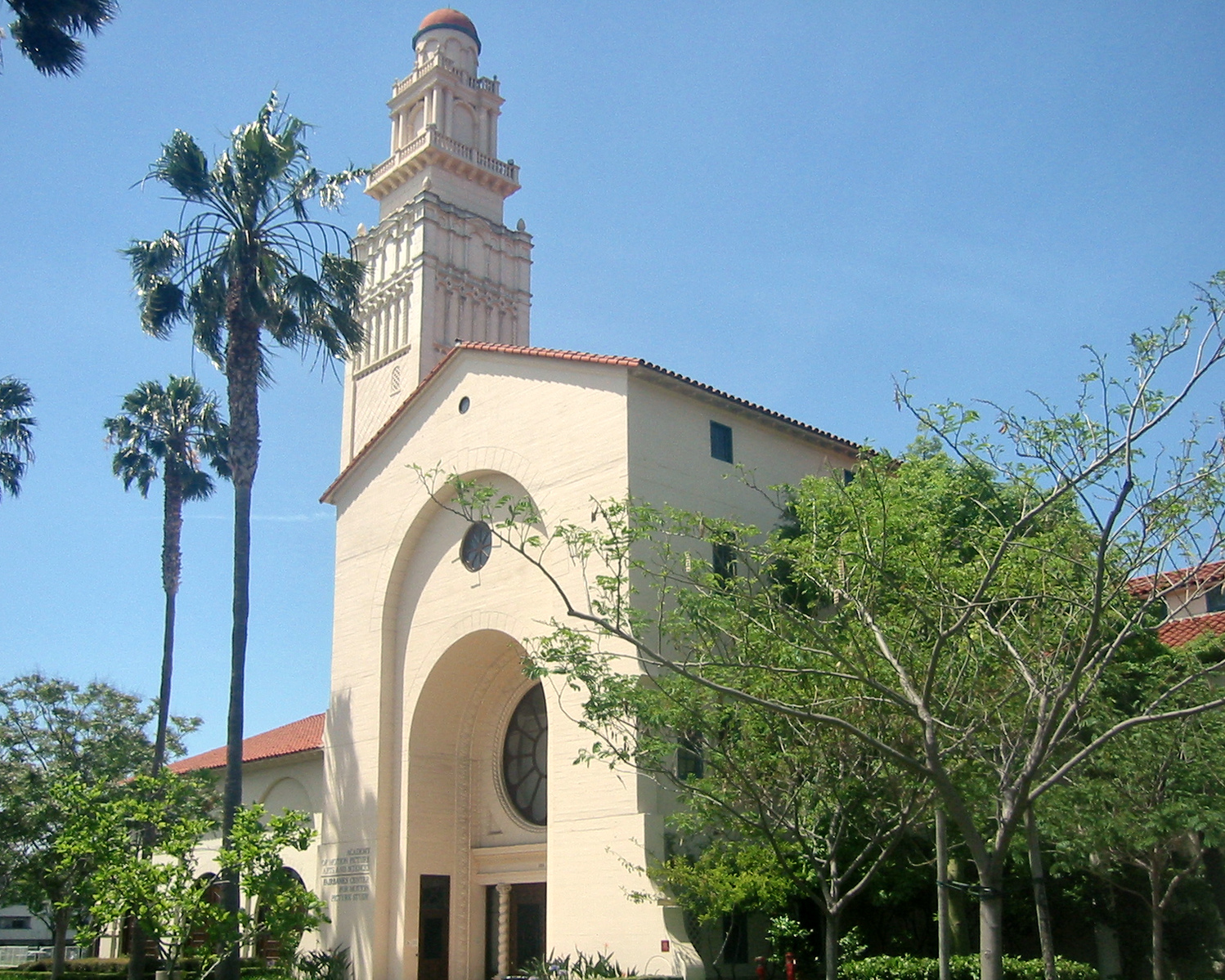
ビバリーヒルズの La Cienega Boulevard にあるフェアバンクス映画研究センター

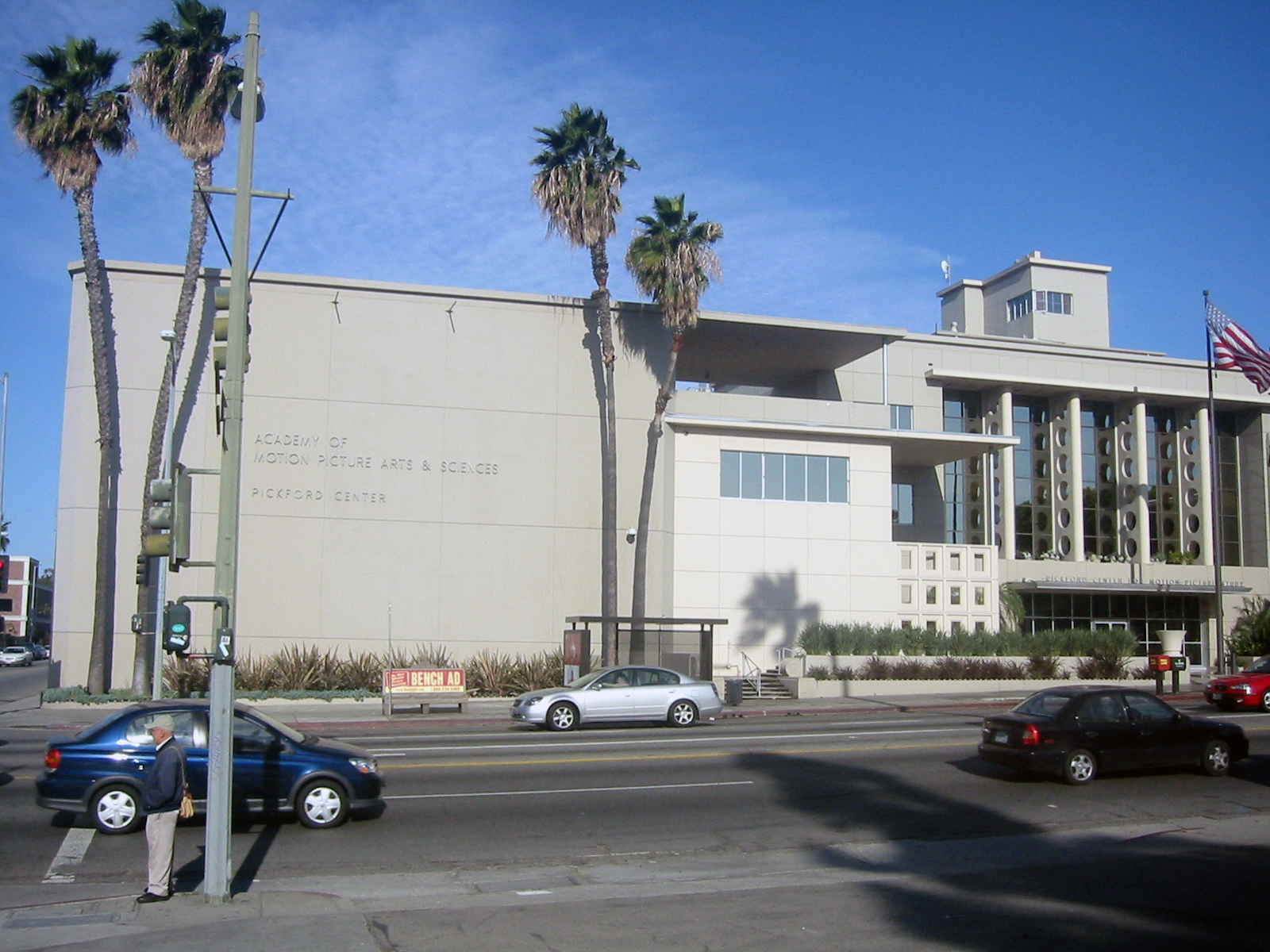
ハリウッドのピックフォード映画研究センター

1927年5月11日、映画芸術科学アカデミーは非営利組織として36人の会員により創立された。映画監督、脚本家、俳優、さらに撮影監督など映画スタッフのほか、映画プロデューサーと映画会社社長を兼任するハリウッドのボスたち（ワーナー・ブラザースの創業者ワーナー兄弟やメトロ・ゴールドウィン・メイヤーの創業者ルイス・B・メイヤーら）も創立会員となっており、特にルイス・B・メイヤーがアカデミー創立に果たした役割は大きかった。
最初の会長には俳優ダグラス・フェアバンクスが選出された。アカデミーの創立の目的は「映画における芸術と科学の発展を図るため」であったが、俳優や監督らの間にまで労働組合が組織されて映画会社と対立する前に、有力な映画業界人をアカデミーに集め、労働問題などの協議を映画産業のボスたち主導で行う意図もあった。アカデミー賞は副次的な産物であり、1929年に始まった当初は夕食会の席で簡単に行われたものだった。しかし当初プロデューサーや会社の意向や影響が大きかったアカデミー賞選考は、会社側とスタッフ・俳優ら労働側の対立が強まるにつれ労働側の批判やボイコットを受けた。第二次世界大戦後、メジャー映画会社は製作・配給の独占を排除され、スタジオ・システムや経営が揺らいだため、各社はアカデミーへの支援を行わなくなり、これを機にアカデミーはアカデミー賞セレモニーの放送権をテレビ局に売ることで自立するようになった。
アカデミーは1946年までハリウッドのメルローズ・アベニューのビルに本拠を置いていた。1975年に本拠はビバリーヒルズのウィルシャー通りの現アカデミー本部ビルに移り、分散されていたオフィスが統合された。このビルには映画に関する展覧会を開催する2つのギャラリーのほか、毎年のアカデミー賞ノミネート発表式の会場となっているサミュエル・ゴールドウィン・シアターと呼ばれる大きな映画館もある。
このビルは蔵書や所蔵フィルムが急速に増加するなど組織の急成長によって間もなく手狭になった。1988年にビバリーヒルズ市は水道会社のビルだった歴史的建築を55年契約でアカデミーにリースし、この建物は「映画研究センター」（Center for Motion Picture Study）と改名され図書館などが入居した。その後、ハリウッドに新しい拠点もオープンし、フィルムアーカイブや奨学金事業部などが入居している。両建物はアカデミー創立会員のうちダグラス・フェアバンクスとメアリー・ピックフォードの夫妻にちなみ命名された。ビバリーヒルズの建物は「フェアバンクス映画研究センター」と改名され、ハリウッドの建物は「ピックフォード映画研究センター」と名付けられている。
アカデミーは、ロサンゼルス・カウンティ美術館（LACMA）に隣接した旧メイ・カンパニー百貨店ビルを改修し、アカデミー映画博物館とする事業を進めていた。この建物は1939年に完成したストリームライン・モダン様式の歴史的建築物で、建築家レンゾ・ピアノによって大幅な改造と拡張が行われた。2017年を目標としていた開館は遅れ、2021年9月30日に開館した。

## 36名の創設会員
| 俳優 - リチャード・バーセルメス - ジャック・ホルト - コンラッド・ナイジェル - ミルトン・シルス - ダグラス・フェアバンクス - ハロルド・ロイド - メアリー・ピックフォード 監督 - セシル・B・デミル - フランク・ロイド - ヘンリー・キング - フレッド・ニブロ - ジョン・M・スタール - ラオール・ウォルシュ | 弁護士 - Edwin Loeb - George W. Cohen プロデューサー - フレッド・ビーソン (Fred Beetson) - チャールズ・クリスティー Charles H. Christie) - シド・グローマン (w:Sid Grauman) - ミルトン・E・ホフマン (Milton E. Hoffman) - ジェシー・L・ラスキー (w:Jesse L. Lasky) - M・C・レヴィー (w:M. C. Levee) - ルイス・B・メイヤー - ジョセフ・M・シェンク - アーヴィング・タルバーグ - ハリー・ワーナー - ジャック・ワーナー - ハリー・ラッフ (w:Harry Rapf) | 技術者 - J・アーサー・ボール - セドリック・ギボンズ - ロイ・J・ポメロイ 脚本家 - ジョー・ファーナム (w:Joseph Farnham) - ベンジャミン・グレイザー - ジャニー・マクファーソン (w:Jeanie MacPherson) - ベス・メレディス - ケイリー・ウィルソン (Carey Wilson) - フランク・E・ウッズ (w:Frank E. Woods) |

## 歴代会長
- 会長は毎年選挙によって選出され、4期以上は選出されないことになっている。

| #  | 名前                             | 任期               |
| -- | -------------------------------- | ------------------ |
| 1  | ダグラス・フェアバンクス         | 1927–1929          |
| 2  | ウィリアム・C・デミル            | 1929–1931          |
| 3  | M・C・レヴィー                   | 1931–1932          |
| 4  | コンラッド・ナイジェル           | 1932–1933          |
| 5  | セオドア・リード                 | 1933–1934          |
| 6  | フランク・ロイド                 | 1934–1935          |
| 7  | フランク・キャプラ               | 1935–1939          |
| 8  | ウォルター・ウェンジャー (1期目) | 1939–1941          |
| 9  | ベティ・デイヴィス               | 1941 (2ヶ月で辞任) |
| 10 | ウォルター・ウェンジャー(2期目)  | 1941–1945          |
| 11 | ジーン・ハーショルト             | 1945–1949          |
| 12 | チャールズ・ブラケット           | 1949–1955          |
| 13 | ジョージ・シートン               | 1955–1958          |
| 14 | ジョージ・スティーヴンス         | 1958–1959          |
| 15 | B・B・カハネ                     | 1959–1960 (死去)   |
| 16 | ヴァレンタイン・デイヴィス       | 1960–1961 (死去)   |
| 17 | ウェンデル・コーリー             | 1961–1963          |
| 18 | アーサー・フリード               | 1963–1967          |
| 19 | グレゴリー・ペック               | 1967–1970          |
| 20 | ダニエル・タラダッシュ           | 1970–1973          |
| 21 | ウォルター・ミリッシュ           | 1973–1977          |
| 22 | ハワード・W・コッチ              | 1977–1979          |
| 23 | フェイ・カニン                   | 1979–1983          |
| 24 | ジーン・アレン                   | 1983–1985          |
| 25 | ロバート・ワイズ                 | 1985–1988          |
| 26 | リチャード・カーン               | 1988–1989          |
| 27 | カール・マルデン                 | 1989–1992          |
| 28 | ロバート・レーメ(1期目)          | 1992–1993          |
| 29 | アーサー・ヒラー                 | 1993–1997          |
| 30 | ロバート・レーメ (2期目)         | 1997–2001          |
| 31 | フランク・ピアソン               | 2001–2005          |
| 32 | シド・ギャニス                   | 2005–2009          |
| 33 | トム・シェラック                 | 2009–2012          |
| 34 | ホーク・コッチ                   | 2012–2013          |
| 35 | シェリル・ブーン・アイザックス   | 2013–2017          |
| 36 | ジョン・ベイリー                 | 2017–2019          |
| 37 | デイヴィッド・ルービン           | 2019–2022          |
| 38 | ジャネット・ヤング               | 2022–現在          |

## 会員

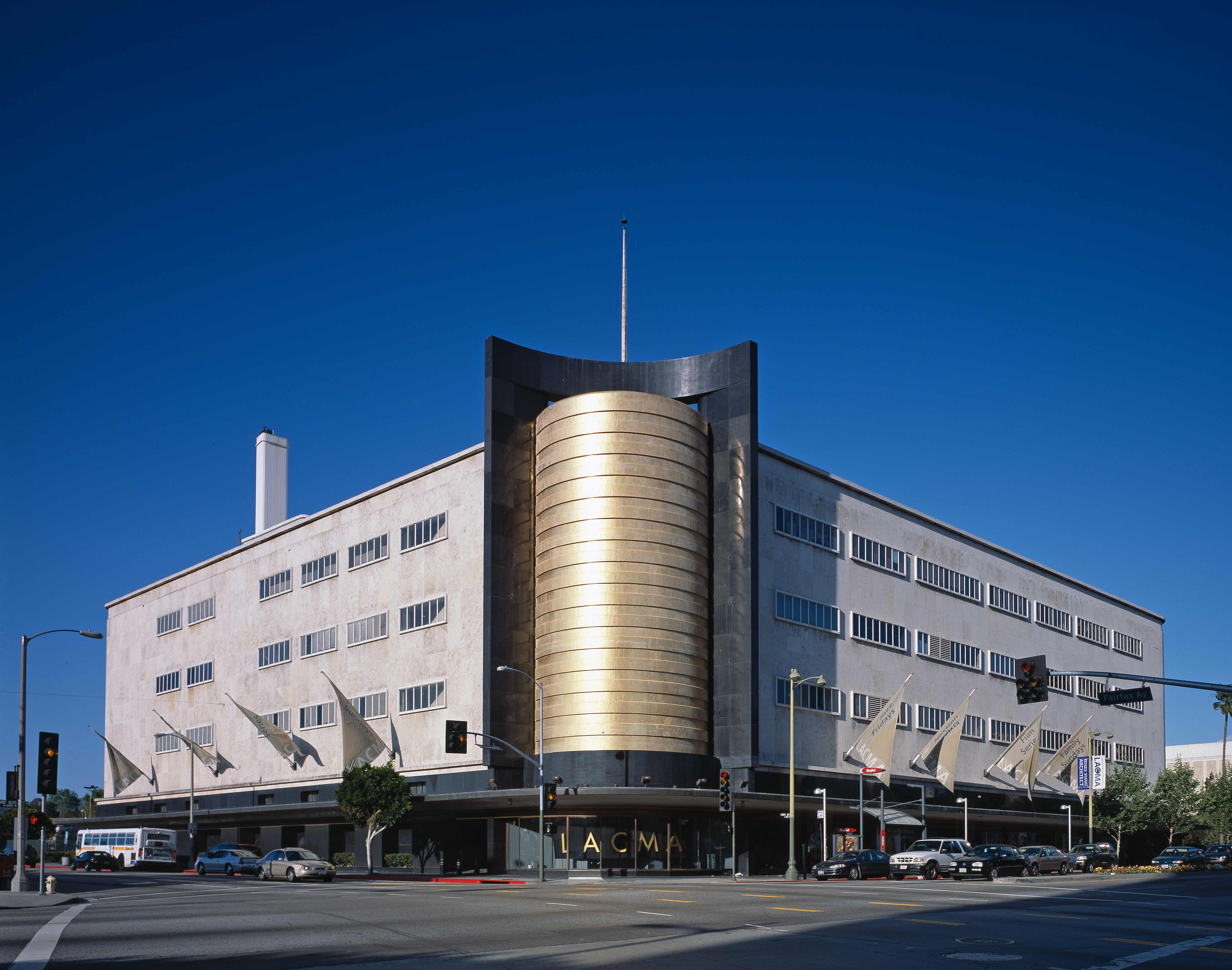
2021年（当初予定は2017年）に開館したアカデミー映画博物館が入居する旧メイ・カンパニー百貨店ビル

アカデミーの会員になるには、その理事会（Board of Governors）からの招待が必要である。会員となる要件が満たされるのは、映画産業において多大な業績があるとして指名された会員候補者の中からアカデミー会員が投票したり、会員が新たな会員候補の名を映画の各部門での際立った業績とともに提出したりした場合などである。新たな会員の提案と投票は毎年行われているとみられている。アカデミーは会員の一覧や選考された会員名を公開しないが、ハリウッドの名だたる俳優やスタッフたちが名を連ねているとみられる。過去には会員として新たに招待された映画人の一覧を報道各社に広報した時期もあったが、2016年からは、招待制度に加えて、キャンペーンを展開により適任者を勧誘していく方法も加えられることが発表された。また、理事会もポストを3つ増やし、3年の任期で会長が選んだ新会員を入れることも決定した。
アカデミー会員は、それぞれの職種ごとに17の支部に分けられる。一人が複数の支部に入ることはできず、例えば脚本・監督・編集を同時にこなすなど一つの支部に分けることができない会員は「Members At Large」（一般会員、無所属会員）のグループに入れられる。
2012年、映画芸術科学アカデミーによる会員についての調査結果をロサンゼルス・タイムズ紙が公開し、94パーセントが白人、黒色人種は約2パーセント、ラテン系になると2パーセント以下という構成で、男女比も77パーセントが男性という偏った構成になっていることが明らかになった。
2016年、第88回アカデミー賞のノミネーションで、監督賞は男性のみ、主演男優賞、主演女優賞、助演男優賞、助演女優賞は白人のみとなり、波紋を呼んだ。1月18日、当時の会長であるシェリル・ブーン・アイザックスは、多様性を受け入れられるように会員の見直しを発表し、2020年までに少数派のアカデミー賞選考メンバーの数を現在の2倍にすることを発表。
2017年（第89回アカデミー賞）からは、今までは会員であれば生涯投票に参加できたが、今後は投票権を10年間にし、映画界での活躍に応じて資格を更新する制度に変更。30年間投票権を持つことができた人、アカデミー賞の受賞者・ノミネート者は生涯投票権を認め、一方で、現在の会員で10年間映画界での活動がなく、アカデミー賞の受賞・ノミネート者でない者は、投票権なしの名誉会員となる新たな会員規約も適用される。

### 支部
2006年1月の時点で、会員は5798人であった。
- 俳優（actors, 1260人）
- 脚本（writers, 396人）
- 監督（directors, 376人）
- 撮影（cinematographers, 186人）
- 編集（film editors, 224人）
- 音楽（music, 237人）
- メイクアップおよびヘアスタイリスト（makeup artists and hairstylists, - , 2006年創設のためこの時点では存在しなかった）
- 録音（Sound, 415人）
- 視覚効果（visual effects, 246人）
- デザイナー（designers, - , 美術（art director）部門を分割、美術部門は2006年時点で378人）
- 衣装（costume designers, - , 美術部門より分割）
- キャスティング・ディレクター（casting directors, - , 2013年7月31日創設）
- 広報（public relations, 371人）
- 映画プロデューサー（producer, 461人）
- 映画会社役員（executives, 376人）
- ドキュメンタリー（documentary, 134人）
- 短編映画および長編アニメーション（short films and feature animation, 316人）
- 一般会員（members-at-large, 366人）